# فيكتوريا كروز
فيكتوريا كروز (بالإنجليزية: Victoria Cruz)‏ هي ناشطة حقوق إل جي بي تي أمريكية، ولدت في عقد 1940 في Guánica, Puerto Rico ‏ في الولايات المتحدة.

## وصلات خارجية
- فيكتوريا كروز على موقع IMDb (الإنجليزية)